# Polytrichum breviceps
Polytrichum breviceps är en bladmossart som beskrevs av C. Müller 1898. Polytrichum breviceps ingår i släktet björnmossor, och familjen Polytrichaceae. Inga underarter finns listade i Catalogue of Life.